# Parada do Orgulho LGBT de São Paulo

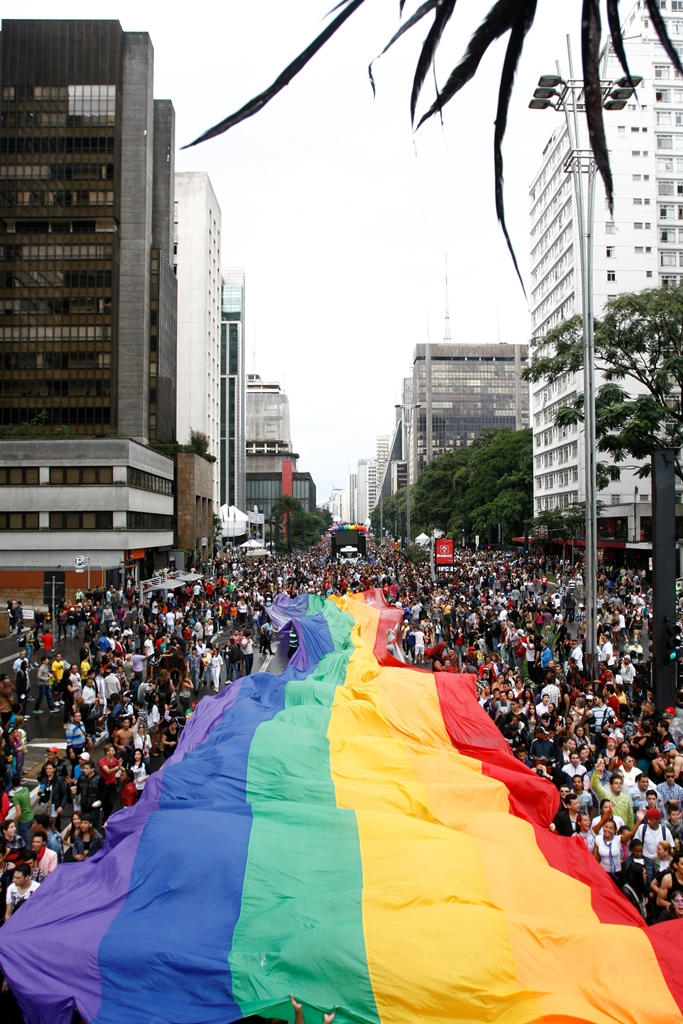
Parade 2004 in São Paulo, Photo:Rose Brasil – ABr

Die Parada do Orgulho LGBT (deutsch: „Parade des LGBT-Stolzes“) ist die inzwischen weltgrößte Gay-Pride-Parade. Sie findet seit 1997 jährlich am ersten Sonntag nach Pfingsten in São Paulo, Brasilien statt.

## Veranstaltungen
Die Parade findet jeweils am Sonntag nach Fronleichnam auf der Avenida Paulista im Bankenviertel São Paulos statt. Seit 2002 ist sie die weltweit größte ihrer Art. Rund um die Parade, die auf den Titelseiten der großen Tageszeitungen aufscheint und in der Fernsehberichterstattung im gesamten Land erwähnt wird, finden während des „Pride Month“ im Juni zum Nutzen aller Bürger verschiedenste Veranstaltungen statt und verschiedene Partner beleuchten Belange, die für Schwule, Lesben, Bisexuelle, Transvestiten und Transsexuelle wichtig sind. Die Aktivitäten umfassen die Bereiche Sichtbarkeit, Unterhaltung, Diskussionen, Kultur, Gesundheit und Sport. Es finden auch eine Serie von Workshops und Diskussionen in entlegenen Arbeiterbezirken von São Paulo statt, welche Wissen um Menschenrechte für LGBTs und über STD/AIDS-Prävention zu Menschen bringt, welche vorher keinen Zugang zu solchen Informationen hatten.

## Geschichte
Die erste Parade am 28. Juni 1997 zog lediglich 2000 Menschen an. Musik spielte ein einziger Kleinbus, eine Gefälligkeit der São Paulo Seamstresses Union. Zur zweiten Parade kamen 7000 Menschen und es wurde der Verein APOGLBT (Associação da Parada do Orgulho GLBT de São Paulo – São Paulo LGBT Pride Parade Association) gegründet. 1999 wurde erstmals das Acronym GLBT verwendet um die soziale und politische Sichtbarkeit von Bisexuellen, Transvestiten und Transsexuellen zu fördern. Ab 2008 entschied sich das Organisationskomitee lesbischen Frauen mehr Sichtbarkeit zu verschaffen und änderten den Namen in Parada do Orgulho LGBT de São Paulo. Im Jahr 2000 erhielt die Parade erstmals staatliche Unterstützung durch das Gesundheitsministerium und Hilfestellung durch die Stadtverwaltung. Die Besucherzahl sprang auf 120.000 und sie erreichte landesweite Aufmerksamkeit.
Nachdem bisher ein Sonntag um den 27. Juni (→Stonewall) gewählt wurde und es im Jahre 2000 zufällig auf den Sonntag nach Fronleichnam fiel, wurde das Veranstaltungsdatum ab dem Jahre 2001 um den Tourismus zu fördern auch auf jenen Sonntag verlegt. In diesem Jahr begann auch die Tradition der Homo-Tage in den Freizeitparks und des jährlichen „Cultural Fair“ mit Ausstellungen sowie Drag- und Cross-Dressing-Shows. Im Jahre 2002 fuhren 25 Musikwagen auf der Avenida Paulista im Bankenviertel von São Paulo und es kamen eine halbe Million Menschen. Die Parade wurde damit zur weltweit größten ihrer Art. Auch die Sichtbarkeit der Lesben wurde gesteigert, indem lesbische Motorradfahrerinnen den Festzug anführten und Percussionistinnen, Sängerinnen und Frauenbands die Menge unterhielten. Bei der achten Parade im Jahre 2004 wurde die Familie in den Mittelpunkt gestellt und die Parade fand trotz großer finanzieller Probleme statt. Seit 2004 ist sie als größte Gay-Pride-Parade der Welt im Guinness-Buch der Rekorde verzeichnet. Die Zivilehe wurde im Jahre 2005 als Thema ausgerufen, nachdem die Gesetzgeber 10 Jahre lang nach der ersten Initiative untätig geblieben waren.
Während der zehnten Parade 2006 verteilten 200 „community agents“ Kondome. In diesem Jahr wurden die Organisatoren auch erstmals durch einen Rechtsstreit angegriffen. Im Jahre 2007 musste durch die APOGLBT Zeit und Ressourcen aufgewendet werden um das Recht wiederzuerlangen die Avenida Paulista für die Parade zu nutzen, wobei die Regierung unterstützte. Die Organisatoren beauftragte auch die Eventagentur Funprime um das Fundraising und die Unterstützungsbemühungen zu erweitern und zu professionalisieren. Unter den 3 Millionen Menschen befanden sich auch 300.000 Touristen aus aller Welt. Durch die Eventagentur gibt es im Jahre 2008 auch einige Veränderungen und eine adäquate Logistik soll sicherstellen, dass die Millionenveranstaltung weiterhin sicher bleibt. Auch wurde die Organisationsstruktur erstmals in elf eigenständige Bereiche mit jeweils einem verantwortlichen Leiter aufgeteilt.
Vom Tourismusbüro der Stadt wird geschätzt, dass 2008 wegen der Veranstaltungen etwa 330.000 Touristen in die Stadt kommen, davon mindestens 5 % aus dem Ausland. Es wird erwartet, dass sie etwa 73 Millionen Euro ausgeben und direkt oder indirekt etwa 13.500 Arbeitsplätze sichern. Großer Veranstaltungssponsor war die Erdölgesellschaft Petrobras mit rund 300.000 Euro.
2009 wurde in der Nacht nach der Parade in einer Straße mit mehreren Nachtclubs, die von Schwulen und Lesben frequentiert werden, aus einem Fenster eine selbstgebastelte Bombe in die Menge geworfen. Es gab 21 Verletzte, von denen fünf ins Spital gebracht wurden.

## Wachsende Kritik durch Evangelikale
Seit 2002 sehen sich Homosexuelle in Brasilien vermehrtem Druck durch fundamentalistische Christen (sog. Evangelikale) ausgesetzt. Diese christlichen Gruppierungen brachten ihre Ablehnung der homosexuellen Lebensweise 2007 mit einem „Jesus-Marsch“ im Vorfeld der Parada do orgulho LGBT zum Ausdruck, an dem etwa 1 Million Personen teilnahmen. Das Motto lautete: „Vade retro [weiche zurück], Satanismus, vade retro, Homosexualität!“ Hintergrund ist die gesellschaftliche Debatte um die Einführung der gleichgeschlechtlichen Ehe in Brasilien.

## Daten und Themen
| Nr. | Jahr | Datum  | Menschen lt. Veranstalter | Menschen lt. Polizei | Motto |
| --- | ---- | ------ | ------------------------- | -------------------- | --- |
| 1   | 1997 | 28.06. | 2.000                     |                      | Somos muitos, estamos em todas as profissões. Wir sind viele, wir sind in jedem Beruf. |
| 2   | 1998 | 28.06. | 7.000                     |                      | Os direitos de gays, lésbicas e travestis são direitos humanos. Die Rechte von Schwulen, Lesben und Transvestiten sind Menschenrechte.                                                         |
| 3   | 1999 | 27.06. | 35.000                    |                      | Orgulho gay no Brasil, rumo ao ano 2000. Gay Pride in Brasilien, Gay Pride in Brazil, in Richtung Jahr 2000.                                                                                   |
| 4   | 2000 | 25.06. | 120.000                   |                      | Celebrando o Orgulho de Viver a Diversidade. Die Parade des Lebens in Vielfältigkeit feiern.                                                                                                   |
| 5   | 2001 | 17.06. | 250.000                   |                      | Abraçando a Diversidade. Vielfältigkeit umarmen. |
| 6   | 2002 | 02.06. | 500.000                   |                      | Educando para a Diversidade. Ausbilden für Verschiedenheit. |
| 7   | 2003 | 22.06. | 1.000.000                 | 800.000              | Construindo Políticas Homossexuais. Politik für Homosexuelle machen |
| 8   | 2004 | 13.06. | 1.800.000                 | 1.500.000            | Temos Família e Orgulho. Wir haben Familie und Stolz. |
| 9   | 2005 | 29.05. | 2.500.000                 | 2.000.000            | Parceria civil, já. Direitos iguais! Nem mais nem menos. Zivilehe, jetzt. Gleiche Rechte! Nicht mehr, nicht weniger.                                                                           |
| 10  | 2006 | 17.06. |                           | 2.500.000            | Homofobia é Crime! Direitos Sexuais são Direitos Humanos. Homophobie ist ein Verbrechen! Rechte der Sexualität sind Menschenrechte.                                                            |
| 11  | 2007 | 10.06. | 3.500.000                 | 3.000.000            | Por um mundo sem racismo, machismo e homofobia. Für eine Welt ohne Rassismus, Sexismus und Homophobie!                                                                                         |
| 12  | 2008 | 25.05. | < 5.000.000               | „mehrere Millionen“  | Homofobia mata! Por um Estado laico de fato! Homophobie tötet! Für einen tatsächlich laizistischen Staat!                                                                                      |
| 13  | 2009 | 14.06. | ~ 3.000.000               |                      | Sem Homofobia, Mais Cidadania – Pela Isonomia dos Direitos! Ohne Homophobie, mehr Bürgerrechte! - Für Gleichheit der Rechte!                                                                   |
| 14  | 2010 | 07.06. | 3.500.000                 |                      | Vote contra a Homofobia. Stimme gegen die Homophobie |
| 15  | 2011 | 27.06. | 4.000.000                 |                      | Amai-vos uns aos outros: Basta de homofobia! Liebt Euch untereinander: Schluss mit der Homophobie!                                                                                             |
| 16  | 2012 | 03.06. | 4.500.000                 |                      | Homofobia tem cura: educação e criminalização. Es gibt ein Mittel gegen Homophobie: Bildung und strafrechtliche Verfolgung.                                                                    |
| 17  | 2013 | 02.06. | 4.000.000                 | 600.000              | Para o armário nunca mais. União e conscientização na luta contra a homofobia. Nie wieder in den Schrank. Geschlossenheit und mit Bewusstsein im Kampf gegen die Homophobie.                   |
| 18  | 2014 | 04.05. |                           | 100.000              | País vencedor é país sem homolesbotransfobia. Ein entwickeltes Land ist ein Land ohne Homo-Lesbo-Transphobie.                                                                                  |
| 19  | 2015 | 08.06. | 2.000.000                 | 20.000               | Eu nasci assim. Eu cresci assim. Vou ser sempre assim. Respeitem-me! Ich wurde so geboren. Ich bin so aufgewachsen. Ich werde immer so sein. Resepktiert mich!                                 |
| 20  | 2016 | 29.05. | 3.000.000                 | 190.000              | Lei de Identidade de Gênero já! Todas as pessoas juntas contra a transfobia. Für ein sofortiges Gesetz zur identitären Selbstbestimmung! Alle Menschen gemeinsam gegen die Transphobie.        |
| 21  | 2017 | 18.06. | 3.000.000                 |                      | Independente de nossas crenças nenhuma religão é lei. Todas e todos por um Estado Laico. Ungeachtet unserer Überzeugungen ist keine Religion Gesetz. Jeder und jede für einen säkularen Staat. |
| 22  | 2018 | 03.06. | 3.000.000                 |                      | Poder para LGBTI+. Nosso Voto, Nossa Voz. LGBTI+ an die Macht. Unsere Wahlentscheidung, unsere Stimme.                                                                                         |
| 23  | 2019 | 23.06. | 3.000.000                 |                      | 50 anos de Stonewall – Nossas conquistas, nosso orgulho de ser LGBT+. 50 Jahre Stonewall – unsere Erfolge, unser Stolz LGBT+ zu sein.                                                          |